# Anthurium ramonense
Anthurium ramonense là một loài thực vật có hoa trong họ Ráy (Araceae). Loài này được Engl. ex K.Krause miêu tả khoa học đầu tiên năm 1932.